# Филипп Скруп
Филипп Скруп (англ. Philip Scrope; умер 1205) — английский землевладелец, вероятно, сын Роберта Скрупа. Владел поместьем Флотманби (Восточный райдинг Йоркшира). Помощник шерифа Уэстморленда в 1200—1203 годах и шерифа Камберленда в 1200—1201 годах. Оставил только 2 дочерей, которые в марте 1206 года заключили соглашение с дядей, Симоном Скрупом о передаче ему Флотманби в обмен на ежегодную ренту.

## Происхождение
Считается, что род Скрупов имел нормандское происхождение, однако каких-то доказательств такого происхождения не существует. Самая ранняя генеалогия рода была составлена в XVII веке, но утверждения о том, что род известен со времён завоевания, больше говорят о том, что представители рода верили в благородное происхождение. Сэр Николас Харрис Николас в труде «Scrope and Grosvenor Roll» считал родоначальником Скрупов Ричарда Скроба, владевшего во второй половине XI века землями в Шропшире и Херефорде. Это мнение было опровергнуто сэром Чарльзом Клеем, который указал, что никто из потомков Ричарда не носил родовое прозвание Скроб; кроме того, по его мнению не существует каких-то установленных связей между этим родом и семьёй Скрупов. Также не установлено связей с родом со схожим родовым прозванием, имевшего владения в Глостершире, Беркшире и Оксфордшире.
Первым достоверно известным представителем рода является Ричард Скруп (умер до 1166), который находился на службе Гилберта де Ганта, графа Линкольна и был его арендатором. Он выгодно женился на Агнес де Клер, дочь Ричарда Фиц-Гилберта де Клера, барона Клера из Торнбриджа, сестре Рохезы де Клер, жены Гилберта де Ганта. В этом браке родился Роберт Скруп (умер в 1190), который в 1160 году был владельцем 1 рыцарского фьефа. В его состав входили поместья Бартон-апон-Хамбар (Северный Линкольншир) и Флотманби (Восточный райдинг Йоркшира. Последнее было одним из трёх йоркширских поместий, входивших в состав владений Гилберта де Ганта, графа Линкольна. Судя по всему, Роберт в 1166 году был одним из крупных арендаторов во владениях Гантов. Эти поместья до начала XIII века составляли основу территориальных владений Скрупов.
Имя жены Роберта неизвестно. Достоверно подтверждено, что в этом браке родился 1 сын — Уолтер, но современные исследователи считают, что его сыновьями были также Филипп, Симон и Роберт Скрупы, упоминаемые как братья в хартии, выданной настоятелем  Бридлингтонского монастыря.

## Биография
После смерти Роберта Скрупа его фьеф был разделён на 2 части. Половину, включавшую Бартон, получил старший сын Уолтер. Вторую же унаследовал Филипп. В состав его владений входило поместье Флотманби (Восточный райдинг Йоркшира).
Впервые в источниках Филипп появляется в хартии Симона де Санлиса, графа Нортгемптона (умер в 1184), мужа Алисы де Ганд, двоюродной сестры Роберта Скрупа. В
в 1189 году настоятель Бридлингтонского монастыря выдал Филиппу хартию, в которой подтвердил его право на владение Флотманби в качестве арендатора от монастыря.
Филипп был помощником шерифа Уильяма де Стутвиля в Уэстморленде в 1200—1203 годах и Камберленде в 1200—1201 годах, обеспечивая сборы с владений Гантов.
Филипп умер в 1205 году, оставив двух дочерей, Матильду и Элис, унаследовавших владения отца. После его смерти Скрупы почти столетие Филипп не занимали административные должности и выступали в качестве свидетеля дворянской хартии.
В марте 1206 года дочери Филиппа заключили соглашение о поместье Флотманби с дядей, Симоном Скрупом, передав ему это владение; в обмен он выплачивал племянницам и их матери Алисе ежегодную ренту. Позже Матильда, Элис и их мужья предъявляли иск к Генри ле Скрупу, сыну Симона. Судя по всему, в 1-й четверти XIII века Флотманби полностью оказалось во владении Бридлингтонского монастыря.

## Брак и дети
1-я жена: Грейс. Брак был бездетным.
2-я жена: Элис. Дети:
- Матильда Скруп; муж: Томас де Уилларби[4].
- Элис Скруп; муж: Иво де Стэкстон[4].
  - Агнес де Стэкстон[4].